# Архијерејско намјесништво травничко-зеничко
Архијерејско намјесништво травничко-зеничко представља црквеноадминистративну јединицу Митрополије дабробосанске коју сачињавају одређени број црквених општина и парохија под надзором архијерејских намесника.
До 2019. године митрополија је била подељена на четири архијерејска намесништава, али на заједнички приједлог епископа зворничко-тузланског Фотија и митрополита дабробосанског Хризостома,  Свети архијерејски сабор Српске православне цркве одлуком  од 15. односно 16. маја 2019. године, извршена је арондација епархије зворничко-тузланске у корист митрополије дабробосанске. У састав митрополије Дабробосанске ушле су целовите административне општине и то: Сребреница, Братунац, Милићи, Власеница, Хан Пијесак и Олово.
Након те одлуке митрополија дабробосанска броји пет архијерејских намјесништава, а то су:
- Архијерејскo намјесништвo сарајевско
- Архијерејско намјесништво травничко-зеничко
- Архијерејско намјесништво горашко-вишеградско
- Архијерејско намјесништво фочанско
- Архијерејско намјесништво сребреничко-подрињско

## Архијерејско намјесништво травничко-зеничко
- Црквена општина Зеница

Црква Рођења Пресвете Богородице у Зеници грађана је у периоду од 1883. до 1885. године, када је 21. септембра освештао митрополит дабробосански Сава Косановић. Живописана је од 1984. до 1990. године. У време рата у Босни и Херцеговини, црква је минирана и оштећена, да би касније била обновљена. Црква је 2007. године проглашена за национални споменик Босне и Херцеговине.
За време пароха зеничког Душана Млађеновића саграђено је неколико гробљанских капела:
- Капела у Горњим Врацима освештана је 21. маја 1957. године. Пред последњи рат у БиХ подигнута је нова капела, које су обе у рату порушене.
- Капела у Дривуши подигнута и освештана 1957. године на сеоском гробљу, на месту трошне старије дрвене капеле.
- Капела у Мутници подигнута после Другог светског рата на гробљу капелу брвнару. Нова капела од камена саграђена и освештана 1967. године.
- Капела у Осојници, оштећена је за време Другог светског рата, обновљена је 1956. године.
- Капела у Градишћу, стара капела је грађена одмах после Другог светског рата. Нова капела од чврстог материјала је сазидана 1980. године. Освештао је митрополит Владислав.
- Капела у Свичу, стара капела је порушена 1985/86. године и подигнута је нова.

Поред наведених капела постојале су и капеле у селима: Кованићи, Пепеларска Ријека, Тишина и Јањићки Врх. Све поменуте капеле у последњем рату су порушене. Поломљени су надгробни споменици, а српско становништво је присилно исељено.
- Црквена општина Травник

Црква Успења Пресвете Богородице у Травнику саграђена је 1852. године. Иконостас је урађен у дуборезу на коме су иконе сликара Романа Петровића.
Црква Рођења Светог Јована Крститеља у Турбету, недалеко од Травника, подигнута пред Други светски рат, на брежуљку Црквине. Одмах на почетку рата порушена је до темеља. Поново је саграђена 1971. године. Током рата 1992. године, поново је оштећена као и парохијски дом. Црква је обновљена и освећена 2001. године, као и парохијски дом.
Црква Светог пророка Илије у Витовљу на планини Влашић саграђена је 1928. године од дрвене грађе и посвећена је Светом пророку Илији. Осветио је митрополит Петар (Зимоњић). У последњем рату 1992. године страдала је унутрашњост цркве и однет је инвентар, тако да је остало само неколико икона. Однето је црквено звоно тежине 300kg, на коме је било угравирано име приложника Петра Бабића. У цркви се налази обновљена и освештана спомен-плоча Јадовничким новомученицима из Витовља и Мудрика, која jе до 1992. године стајала у центру села, а онда уништена.
- Црквена општина Какањ

Црква Светих апостола Петра и Павла у Какњу саграђена је 1925. године. Цркву је освештао исте године митрополит Дабробосански Петар (Зимоњић).
- Црквена општина Биљешево

Црква Рођења Светог Јована Крститеља у Биљешеву грађена је у периоду од 1904. до 1908. године.  Док је грађен храм служило се у једној малој капели на гробљу. Од 1975. до 1982. године црква је обновљена и фрескописана. У рату 1992. године црква је запаљена, а скоро сви парохијани су напустили место.
- Црквена општина Бусовача

Црква Светог пророка Илије у Бусовачи грађена је у периоду од 1966. до 1968. године. Освештао је 25. октобра 1968. године митрополит Владислав. Раније је постојала старија црква истог посвећења у Бусовачи, саграђена је од слабог материјала, без звоника. Претпоставља се да је освештана 1882. године. Звоник је подигнут од 1925. до 1927. године. Парохијски дом је подигнут у првој деценији 20. века. Пред Други светски рат покренута је идеја да се гради нова црква, тако да тек 1964. године дозвољено је да се поруши стара црква. За време службовања на овој парохији свештеника Душана Јовановића од 1974. до 1990. године подигнуте су капеле у гробљима: Подјеле, Грабље, Границе и Топала. У последњем рату 1992. године капеле су девастиране осим у гробљу Границе.
- Црквена општина Завидовићи

Црква Светог Саве у Завидовићима грађена је у периоду од 1909. до 1911. године, када је освештао митрополит Евгеније (Летица). Црква је пострадала за време Другог светског рата, да би после рата црква је обновљена. Последњи рат 1992. године црква је дочекала у лошем стању и ако се овоме додају страдања у рату онда је са поновним успостављањем завидовићке парохије, приступило генералној обнови цркве 1999. године.
Црква Светог Николаја Мирликијског Чудотворца у Гостовићу-Чардаку, према сачуваним подацима у Чардаку је 1768. године подигнута црква „чадор”, а 1824. године саграђена је мала црква од дрвета. Уместо ње је 1911. године подигнута нова црква од слабе грађе. У литератури се говори о градњи цркве у Чардаку и 1938. године. У сваком случају црква у Чардаку је због дотрајалости срушена 5. новембра 1978. године и саграђена је нова црква, која је у рату 1992—1995. запаљена.
- Црквена општина Стог

Црква Светог великомученика Георгија у Стогу подигнута је 1928. године. Током рата у Босни и Херцеговини Армија Републике Босне и Херцеговине је у периоду до 10. септембра 1995. године заузела Возућу и сва српска села у долини Криваје, као и јужни дио Озрена. Протерано је бројно српско становништво, а црква у Стогу је срушена.
- Црквена општина Жепче

Црква Рођења Пресвете Богородице у Жепчу  саграђена је 1894. године од прилога верника из околних села. У цркви су служили пароси завидовићко-жепачки до 1976. године. Током рата у БиХ доста је ствари жепачке цркве упропашћено нарочито приликом склањања испред непријатеља. Након рата 1999. године постављен је за пароха завидовићког Зоран Живковић, који опслужује и жепачку парохију.
- Црквена општина Бугојно

Црква Рођења Пресвете Богородице у Бугојну саграђена је око 1853. године, а Ктитор храма је био Бодо Симић. Звоник није подигнут заједно са црком већ је дозидан између два светска рата. За време Другог светског рата храм је усташама и Немцима служио као коњушница и магацин, да би након рата био обновљен. У рату у БиХ, 1992. године храм је миниран и срушен. Почетком 2000. године на парохију бугојнску је постављен свештеник Славиша Ђурић. Године 2000. у парохијском дому је оспособљена капела за богослужење. Поред парохијског дома саграђен је дрвени звоник. Рушевине цркве су рашчишћене и урађен је пројекат за обнову цркве.
митрополит дабробосански Николај је у суботу, 25. јула 2009. године, на православни празник иконе Пресвете Богородице Тројеручице, обавио велико освећење обновљеног храма.
- Црквена општина Благај

Црква Свете Тројице у Благају грађена је од 1885. године и освештана 12. јула 1890. године. Приликом освајања Купрешке висоравни 1995. године, хрватска војска је минирала и срушила храм. Том приликом је запаљен парохијски дом, који је саграђен 1977. године. Парохијски дом је делимично обновљен 2001. године. После потписивања Дејтонског споразума српски живаљ се делимично вратио. Обнова цркве започета је на иницијативу Срба благајског и купрешког краја који су 1995. године избегли у Канаду и Сједињене Америчке Државе. Темељи за обнову светиње су освећени 2003. године. Годину дана касније градња је завршена, па је освећен и храм.
- Црквена општина Доње Вуковско

Црква Благовести Пресвете Богородице у Доњем Вуковском саграђена је 1863. године. Више пута је страдала и обнављана. Италијани су га 1941. године запалили када је изгорео веома вредан иконостас од ораховог дрвета. Генерално је обновљен 1964. године трудом тадашњег пароха јеромонаха Лаврентија Трифуновића. Поново је пострадао 1994. године за време последњег рата у БиХ.
- Црквена општина Доње Вуковско

Црква Светог пророка Илије у Равном саграђен 1910. године и срушен 1994. године. Године 2009. на Илиндан митрополит  дабробосански Николај обавио је освећење храма и служио свету архијерејску литургију уз саслужење свештенства.
Црква Светог великомученика кнеза Лазара у Доњем Маловану саграђен 1974. године, гранатиран 1992. године и порушен новембра 1994. године.